# Aeneas Mackay (15e Lord Reay)
Pour l’article homonyme, voir Æneas Mackay.
Enée Simon Mackay, 15e Lord Reay (prononcé "Ray"; né le 20 mars 1965), est un lord écossais et noble hollandais, et un financier d'entreprise britannique qui est également chef héréditaire du clan Mackay.

## Biographie
Formé à la Westminster School et à l'Université Brown, Lord Reay est un associé fondateur de la société de financement d'entreprise Montrose Partners.
Lord Reay est admis à la Chambre des lords en janvier 2019, après avoir remporté l'élection partielle héréditaire de ses pairs. Il siège en tant que conservateur à la Chambre.
Marié à Mia, fille aînée de Markus Ruulio, en 2010, Lord et Lady Reay vivent à Chelsea et ont trois enfants:
- Alexander Mackay (né en 2010), nommé Maître de Reay[3] ;
- Harry Mackay ;
- Iona Mackay[4].